# Baseodiscus delineatus
Baseodiscus delineatus är en djurart som tillhör fylumet slemmaskar, och som först beskrevs av Delle Chiaje 1825.  Baseodiscus delineatus ingår i släktet Baseodiscus och familjen Valenciniidae. Inga underarter finns listade i Catalogue of Life.